# Oviedo Cove
Die Oviedo Cove (spanisch Caleta Oviedo, in Chile Caleta Andonaegui) ist eine Bucht am nordöstlichen Ende der Seymour-Insel vor der nördlichen Ostküste der Antarktischen Halbinsel. Sie liegt südöstlich des Kap Wiman.
Eine Kommission des argentinischen Verteidigungsministeriums nahm 1979 die Benennung vor. Namensgeber ist Jorge Oviedo, ein Offizier der argentinischen Luftwaffe, der am 5. Dezember 1977 gemeinsam mit zwei weiteren Besatzungsmitgliedern beim Absturz eines Hubschraubers unweit der Marambio-Station ums Leben gekommen war. Das UK Antarctic Place-Names Committee übertrug diese Benennung 1991 ins Englische. Namensgeber der chilenischen Benennung ist der Unteroffizier Alfredo Andonaegui, der 1972 an Bord der Yelcho an der Rettung der Besatzung des havarierten Touristenschiffs Lindblad Explorer in der Admiralty Bay beteiligt war.

## Einzelnachweis
1. ↑  John Stewart: Antarctica – An Encyclopedia. Bd. 1 und 2, McFarland & Co., Jefferson und London 2011, ISBN 978-0-7864-3590-6, S. 419 und 1165–1166 (englisch).